# Numero idoneo
In teoria dei numeri, un numero idoneo (chiamato anche numero adatto, o numero confortevole) è un numero naturale che non può essere espresso nella forma ab+bc+ac, dove a, b e c sono interi positivi distinti.

## Storia
I numeri idonei sono stati studiati per la prima volta da Leonhard Euler, che li definì equivalentemente come quei numeri n tali che, per ogni k nella forma a²+nb² (con a e b interi coprimi), k sia o un numero primo, o una potenza di un numero primo, o il doppio di un numero primo o di una sua potenza.
Eulero e Carl Friedrich Gauss trovarono 65 numeri idonei: 1, 2, 3, 4, 5, 6, 7, 8, 9, 10, 12, 13, 15, 16, 18, 21, 22, 24, 25, 28, 30, 33, 37, 40, 42, 45, 48, 57, 58, 60, 70, 72, 78, 85, 88, 93, 102, 105, 112, 120, 130, 133, 165, 168, 177, 190, 210, 232, 240, 253, 273, 280, 312, 330, 345, 357, 385, 408, 462, 520, 760, 840, 1320, 1365 e 1848. I due matematici congetturarono che questi fossero gli unici numeri idonei esistenti. Nel 1973 Weinberger ha dimostrato che ne esistono al più altri due. Se l'ipotesi di Riemann generalizzata è corretta, tutti i numeri idonei esistenti sono già stati scoperti.